# John Campbell, 7. Duke of Argyll

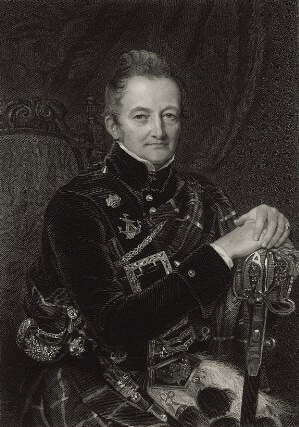
John Campbell, 7. Duke of Argyll, 1843

John Douglas Edward Henry Campbell, 7. Duke of Argyll, FRS (* 21. Dezember 1777; † 25. April 1847 auf Inveraray Castle, Argyllshire), war ein britischer Peer und Politiker.

## Leben
George Campbell war der dritte und jüngste Sohn des Feldmarschalls und Politikers John Campbell, 5. Duke of Argyll (1723–1806) aus dessen Ehe mit Elizabeth Gunning, 1. Baroness Hamilton of Hameldon (1733–1790), Witwe des James Hamilton, 6. Duke of Hamilton. Als jüngerer Sohn eines Dukes führte er seit Geburt das Höflichkeitsprädikat Lord.
Er wurde von Privatlehrern erzogen und besuchte zeitweise das Christ Church College der Universität Oxford. 1797 trat er als Ensign des 3rd Regiment of Foot Guards (das Regiment seines Vaters) in die British Army ein. Er war 1798 in Irland stationiert, wurde 1799 zum Lieutenant und Captain befördert und nahm am Feldzug nach Nordholland teil. 1801 trat er aus gesundheitlichen Gründen aus dem regulären Armeedienst aus. 1803 wurde er als Lieutenant-Colonel Kommandeur eines Freiwilligenregiments in Argyll und 1809 Colonel der Argyll and Bute Militia.
1799 wurde er als Abgeordneter der Whigs für das County Argyll ins britische House of Commons gewählt. Er wurde fünfmal wiedergewählt und hatte das Mandat bis 1822 inne. Im Mai 1819 wurde er als Fellow in die Royal Society aufgenommen.
Am 22. Oktober 1839 erbte er beim Tod Bruders George Campbell, 6. Duke of Argyll, dessen Adelstitel als 7. Duke of Argyll, 7. Marquess of Kintyre and Lorne, 6. Earl of Argyll, 7. Earl of Campbell and Cowall, 7. Viscount of Lochow and Glenyla, 17. Lord Campbell, 16. Lord Lorne, 10. Lord Kintyre, 7. Lord Inverary, Mull, Moreen and Tirie, 3. Baron Sundridge, 4. Baron Hamilton of Hameldon und 9. Baronet, of Lundie. Von September 1841 bis August 1846 hatte er das Staatsamt des Keeper of the Great Seal of Scotland inne.
Er starb 1847 im Alter von 69 Jahren und wurde in der St Munn’s Parish Church in Kilmun bestattet.

## Ehen und Nachkommen
Am 3. August 1802 heiratete er in erster Ehe Elizabeth Campbell († 1818), Tochter des William Campbell, Gutsherr von Fairfield in Ayrshire. Die Ehe blieb kinderlos.
Am 17. April 1820 heiratete er in zweiter Ehe Joan Glassel († 1828), Erbtochter des John Glassel, Gutsherr von Long Niddry in East Lothian. Mit ihr hatte er zwei Söhne und zwei Töchter:
- John Henry Campbell (1821–1837);
- George John Douglas Campbell, 8. Duke of Argyll (1823–1900);
- Lady Emma Augusta Campbell (1825–1893), ⚭ 1870 Sir John McNeill († 1883), Gutsherr von Colonsay;
- Elizabeth Campbell (1828–1828).

Am 8. Januar 1831 heiratete er in dritter Ehe Anne Colquhoun Monteath (1801–1874), Witwe des George Cunningham Monteath, Tochter des John Cuninghame, 13. Laird von Craigends in Renfrewshire. Die Ehe blieb kinderlos.